# Мінськ-Східний
Мінськ-Східний (біл. Мінск-Усходні) — залізнична станція Мінського відділення Білоруської залізниці на лінії Орша — Мінськ. Розташована в столиці Білорусі Мінську, за 3 км на схід від станції Мінськ-Пасажирський. Від станції відгалужуються під'їзні колії до ТОВ «Белгіпс» та ТОВ «Мінський комбінат хлібопродуктів».

## Історія
Станція відкрита 1962 року. Електрифікована 1977 року змінним струмом (~25 кВ) в складі дільниці Мінськ-Пасажирський — Борисов.
З 2005 року будівля вокзалу не використовується для обслуговуваня пасажирів. Нині в цій будівлі розташовані вантажна контора та пост ЕЦ.
2010 року на станції Мінськ-Східний відбулося будівництво підземного пішохідного тунелю (під залізничними коліями, для сполучення вулиці Судмаліса з перетином вулиць Смоленської та Пуліхова, що забезпечило пасажирам метрополітену вихід від станції «Пролетарська» до платформ станції Мінськ-Східний). Після завершення будівництва старий пішохідний міст над коліями демонтований.

## Пасажирське сполучення
Від станції Мінськ-Східний прямують електропоїзди регіональних ліній у напрямку станцій Орша-Центральна та Борисов, для деяких з них станція є кінцевою, інші ж прямують до станції Мінськ-Пасажирський та зупинного пункту Інститут культури. Вихід на платформи здійснюється через підземний перехід, що з'єднує в єдиний комплекс Мінськ-Східний зі станцією Автозаводської лінії Мінського метрополітену  2  «Пролетарська».
Квиткові каси розташовані у підземному переході при виході з метро та з боку вулиці Смоленської.